# Ardud
Ardud (ungarsk: Erdőd, tysk: Erdeed) er en by i distriktet  Satu Mare i Transylvanien, Rumænien. Dedn administrerer fem landsbyer: Ardud-Vii (Erdődhegy), Baba Novac (Lajosmajor), Gerăușa (Oláhgyűrűs), Mădăras (Nagymadarász) ogSărătura (Sóspuszta).
Byen har 6.124 (2021) indbyggere.

## Historie
Byen har en kompleks historie, idet det i forskellige perioder har været en del af Kongeriget Ungarn, Det Osmanniske Rige, det Habsburgske monarki og Kongeriget Rumænien.
I 1920 blev byen en del af Rumænien i henhold til Trianon-traktaten, der afsluttede Første Verdenskrig. Som følge af Wien-diktatet blev den mellem 1940 og 1945 en del af Ungarn. Siden da har det været en del af Rumænien.